# Кмит, Инна Алексеевна
И́нна Алексе́евна Кмит (19 июня 1932, Москва, СССР — 7 февраля 1996, Москва, Россия) — советская и российская актриса.

## Биография
Дочь популярного артиста Леонида Кмита (настоящие имя и фамилия Алексей Кмита́), который совсем молодым познакомился с 15-летней Александрой Демьяненко, циркачкой и саксофонисткой. Инна родилась, когда её родители были ещё сами почти детьми, их совместная жизнь оказалась недолгой, они развелись, Инна осталась с отцом. Впоследствии Александра Демьяненко стала жертвой репрессий, была арестована по ложному обвинению в шпионаже и умерла в тюрьме в возрасте 36 лет (1952 г.).
Инна Кмит окончила Высшее театральное училище имени М. С. Щепкина. В 1956 году она снялась в кинокомедии Семёна Деревянского и Рафаила Сусловича «Она вас любит», где партнёром её был уже становящийся популярным актёром Георгий Вицин. В этой же картине дебютировал Александр Ширвиндт. Год спустя Инна Кмит сыграла Анисью в криминальной исторической драме Ивана Правова «Во власти золота», поставленной по рассказам Д. Н. Мамина-Сибиряка. Служила  в театре «Ленком» с 1959 по 1965 год. К ней пришла слава, актрису стали узнавать. Блестяще начатая карьера оборвалась в конце 1960-х из-за конфликта с Анатолием Эфросом. Актриса ушла из театра и в 1966 году поступила на курсы подготовки режиссёров телевидения при Совете министров СССР, которые окончила в 1968 году. 25 лет проработала на Центральном телевидении режиссёром телепрограммы «Время». Режиссировала документальные кинокартины, которые снимались по сценариям политического обозревателя Гостелерадио СССР Виктора Осиповича Шрагина.
Скончалась от врождённого порока сердца. Похоронена в Москве на Кунцевском кладбище рядом с отцом.

## Фильмография
- 1956 — Она вас любит — Ольга Цветкова
- 1957 — Во власти золота — Анисья Тихоновна Молокова
- 1957 — Новый аттракцион — Анна Сергеевна Титова, зоолог
- 1958 — Атаман Кодр — Юстиния

## Роли в театре
- «Бесприданница» (А. Н. Островский) — Лариса Дмитриевна Огудалова
- «Ночное чудо» (Г. В. Ягджан)  — сотрудница штаба Ворбса
- «О Лермонтове...»   — Эмилия
- «Центр нападения умрёт на заре» (Агустин Куссани) — Нора
- «Когда цветет акация» (Н. Г. Винников) — 2-я ведущая
- «Колесо счастья» (Братья Тур) — Ирина Свиридова
- «Годы странствий» (А. Н. Арбузов) — Нина

## Личная жизнь
Первый муж (развод) — Виктор Михайлович Суходрев (1932—2014), дипломат и личный переводчик H. C. Хрущёва и Л. И. Брежнева.
Второй муж (развод) — Борис Евгеньевич Быстров (1945—2024), советский и российский актёр кино и дубляжа, диктор. Народный артист Российской Федерации (2001).
- Дочь — Екатерина Борисовна Кмит (род. 1969), актриса.